# Alchemy: Dire Straits Live
Alchemy: Dire Straits Live är den brittiska rockgruppen Dire Straits första livealbum, utgivet i mars 1984. Det spelades in under bandets två sista konserter under dåvarande turné under två kvällar i juli 1983 på Hammersmith Odeon Theatre i London.
Albumet gavs ut på LP och senare VHS och CD, och nådde 46:e plats på den amerikanska Billboardlistan.
Albumets omslag är taget från en målning av Brett Whiteley, vars namn var just "Alchemy". En gitarr hållen av en hand är dock tillagd.
I maj 2010 släpptes Alchemy på Blu-Ray och DVD med nyremixat 5.1 ljud.

## Låtlista
Samtliga låtar skrivna av Mark Knopfler, övriga noterade.

### Originalversion
Sida ett
- "Once Upon a Time in the West" – 13:01
  - "Intro: Stargazer" (från Local Hero)
- "Romeo and Juliet" – 8:22

Sida två
- "Expresso Love" – 5:41
- "Private Investigations" – 7:40
- "Sultans of Swing" – 10:48

Sida tre
- "Two Young Lovers" – 4:51
- "Tunnel of Love" – 14:38
  - Intro från "The Carousel Waltz" (Richard Rodgers, Oscar Hammerstein II)

Sida fyra
- "Telegraph Road" – 13:19
- "Solid Rock" – 5:32
- "Going Home – Theme from 'Local Hero'" – 4:58

### CD-version
Skiva ett
1. "Once Upon a Time in the West" - 13:01
2. "Expresso Love" - 5:45
3. "Romeo and Juliet" - 8:17
4. "Love Over Gold" - 3:27
5. "Private Investigations" - 7:34
6. "Sultans of Swing" - 10:54

Skiva två
1. "Two Young Lovers" - 4:49
2. "Tunnel of Love" - 14:23
3. "Telegraph Road" - 13:42
4. "Solid Rock" - 6:01
5. "Going Home (Theme From Local Hero)" - 6:03

### Video
En videoversion utan låten Love Over Gold släpptes också i Betamax, VHS och Laserdisc. I maj 2010 släpptes Alchemy på Blu-Ray och DVD med nyremixat 5.1 ljud. Lover Over Gold släpptes istället på DVD:n "Sultans of Swing: The Very Best of Dire Straits".

#### Produktion
- A Limelight Films Production
- Regissör – Peter Sinclair
- Redigerare – Peter Goddard
- Soundtrack av Mark Knopfler
- Inspelad av Mick McKenna, Rolling Stones Mobile

## Medverkande
- Mark Knopfler – gitarr, sång
- Alan Clark – keyboards
- John Illsley – bas
- Hal Lindes – gitarr
- Terry Williams – trummor

Övriga:
- Joop de Korte – slagverk
- Tommy Mandel – keyboards
- Mel Collins – saxofon på "Two Young Lovers", "Tunnel of Love(intro)" samt "Going Home"

## Produktion
- Inspelning - Mick McKenna, Rolling Stones Mobile
- Engineers - Nigel Walker, assisterad av Jeremy Allom
- Design - C More Tone Studios

Mixad vid Air Studios i London, november 1983.
Remastered år 2000 och släppt igen 8 maj året efter, dock endast i Storbritannien.